# 伊莎貝爾 (伊利諾伊州)
伊莎貝爾（英語：Isabel）是位於美國伊利諾伊州埃德加縣的一個非建制地區。該地的面積和人口皆未知。

## 地理
伊莎貝爾的座標為39°39′19″N 87°57′00″W / 39.65528°N 87.95000°W，而該地的平均海拔高度為204米（即669英尺）。